# نوو یادوو-لتنگسکو
نوو یادوو-لتنگسکو (به لاتین: Nowy Jadów-Letnisko) یک روستا در لهستان است که در گمینا یادوو واقع شده‌است.